# بخش مرکزی شهرستان سیروان
بخش مرکزی، یکی از بخش‌های شهرستان سیروان در استان ایلام ایران است. مرکز این بخش، شهر لومار است.

## تقسیمات کشوری
- بخش مرکزی شهرستان سیروان
  - دهستان رودبار
  - دهستان لومار

شهر: لومار

## جمعیت
بر پایه سرشماری عمومی نفوس و مسکن در سال ۱۳۹۵، جمعیت بخش مرکزی شهرستان سیروان برابر با ۷٬۱۵۲ نفر بوده است.
1. ↑  سامانه ملی قوانین و مقررات جمهوری اسلامی ایران (۲۰۲۴-۰۸-۱۵). «ایجاد و انجام تقسیمات کشوری در استان ایلام مصوب ۱۳۹۱/۰۶/۱۹ با اصلاحات و الحاقات بعدی». Qavanin.ir.
2. ↑  «درگاه ملی آمار > سرشماری عمومی نفوس و مسکن > نتایج سرشماری > جمعیت به تفکیک تقسیمات کشوری سال 1395». www.amar.org.ir. دریافت‌شده در ۲۰۲۲-۰۳-۱۰.